# Hochzeitsnacht im Paradies (Operette)
Hochzeitsnacht im Paradies ist eine Operette in acht Bildern mit der Musik von Friedrich Schröder. Das Libretto stammt von Heinz Hentschke, die Gesangstexte von Günther Schwenn. Die Uraufführung fand am 24. September 1942 im Berliner Metropoltheater (Behrenstraße) statt. Bekannt geworden ist die Operette erst in ihren Filmadaptionen.

## Orchester
Die Orchesterbesetzung der Operette umfasst die folgenden Instrumente:
- Holzbläser: Flöte (auch Piccolo), vier Klarinetten (1. und 3. auch Altsaxophon, 2. und 4. auch Tenorsaxophon)
- Blechbläser: drei Trompeten, drei Posaunen
- Pauken, Schlagzeug (zwei Spieler): große Jazztrommel, Becken, kleine Trommel, Triangel, große Glocken, Glockenspiel, Xylophon, Vibraphon
- Klavier
- Harfe
- Gitarre
- Streicher
- Bühnenmusik hinter der Szene: Saxophon, Schlagzeug, Klavier, Gitarre, Violine

## Bearbeitungen
- Hochzeitsnacht im Paradies, deutscher Spielfilm von Géza von Bolváry 1950
- Hochzeitsnacht im Paradies, österreichischer Spielfilm von Paul Martin 1962